# États de Savoie
Pour les articles homonymes, voir Savoie (homonymie).
1003 – 14 mars 1861
(858 ans)
Entités précédentes :
- Saint-Empire :
-  Roy. d'Arles (Savoie)
-  Roy. d'Italie (Turin, Saluces, Montferrat)
-  Comté de Provence (Nice)
-  Comté de Genève
-  Roy. de Sardaigne
- Empire d'Autriche :
-  Royaume de Lombardie-Vénétie (Lombardie)
- Royaume de France :
-  Duché de Bourgogne (Aoste)
- Empire français :
-  République ligurienne (Gênes)

Entités suivantes :
- Royaume d'Italie
- Royaume de France :
- Bresse, Bugey, pays de Gex (1601)
- Suisse :
- Canton de Vaud (1536)
- Canton de Genève (1815)
- Empire français :
- Savoie (1860)
- Haute-Savoie (1860)
- Alpes-Maritimes (1860)

Les États de Savoie ou États de la maison de Savoie, aussi appelés « États sardes » (Stati Sardi) après 1815, sont des expressions permettant de qualifier les différentes possessions territoriales des comtes, puis ducs de Savoie, appartenant à la maison de Savoie, depuis le XIe siècle jusqu'à l'unité italienne (1861).

## Histoire

### Formation (XIe–XIVesiècle)
La constitution des États de Savoie débute avec le comte Humbert, installé en Maurienne, qui détient le contrôle sur les comtés de Savoie en 1003 (dont le titre ne sera mentionné pour la première fois qu'en 1143), puis celui de Belley, de Nyon (Comitatus equestricus) en 1018, enfin celui d’Aoste (comitatus Augustensis) en 1024,. Il domine aussi le nord du comté de Viennois avant 1025 (possédé jusqu'en 1355), puis celui de Sermorens. Par mariage, il a des possessions dans le Valais et dans le Chablais. Othon Ier acquiert aussi par mariage de vastes possessions en Italie du Nord, avec Suse (clef du passage du Mont-Cenis), Ivrée, Pignerol et le bourg de Turin. Pierre II de Savoie accroît les possessions comtales, notamment en pays de Gex et de Vaud au XIIIe siècle.
Les comtes de Savoie obtiennent durant le XIIIe siècle (Thomas Ier de Savoie en 1226 pour tout ou partie du royaume d'Italie, Pierre II en 1263) le titre de vicaire impérial. Ce titre donne aux comtes le pouvoir juridique nécessaire de s'imposer à tout autre, notamment face aux évêques,. En 1365, le comte Amédée VI obtient le titre de vicariat perpétuel pour ses possessions (villes et diocèses de Sion, Lausanne, Genève, Aoste, Ivrée, Turin, la Maurienne, la Tarentaise, Belley et le comté de Savoie). La décision est toutefois révoquée l'année suivante.
En 1323, à la mort du comte Amédée V, le comté de Savoie est composé de huit bailliages, composés par plus de quatre-vingt châtellenies. Vingt ans plus tard, elles sont plus de quatre-vingt quatorze. Les huit principaux bailliages sont,, :
- la Savoie propre, dont le chef-lieu est Montmélian puis Chambéry ;
- la Novalaise avec Voiron ;
- le Viennois savoyard, avec Saint-Georges-d'Espéranche, jusqu’en 1355 ;
- la Bresse avec Bourg ;
- le Bugey (dont le Valromey) avec Rossillon ou Saint-Germain ;
- le Chablais avec Chillon ;
- le val d'Aoste avec Châtel-Argent/Villeneuve ;
- le pays de Vaud avec Moudon.

Après 1355, les territoires de la maison de Savoie s'agrandissent, les huit bailliages sont complétés par, :
- le val de Suse (chef-lieu Avigliana) ;
- La Valbonne (chef-lieu Montluel) ;
- le Faucigny (1355) (avec Châtillon/Cluses) ;
- le Genevois (1401), dont le duché de Genevois (1564-1665) (ancien comté de Genève) avec Annecy.

Auxquels on ajoute le pays de Gex, les « Terres neuves de Provence » (futur comté de Nice) et le Piémont.

### XVe-XVIe
Sous le règne d'Amédée VIII (1391-1439), la croissance des États de Savoie est importante. Dès 1388, par l'intermédiaire du traité de l'abbaye de Saint-Pons (connu comme la Dédition de Nice à la Savoie), l'obtention du comté de Nice et de son port permet un accès à la mer Méditerranée. Les armées du duc Amédée VIII contrôlent le val d'Ossola, en 1411, permettant le contrôle du Simplon (perte du territoire en 1417). Il obtient en 1413, l'apanage définitif du marquisat de Saluces. En 1416, Amédée obtient le titre ducal, et par la même occasion l'apanage direct du Piémont, de l'empereur Sigismond. Entre 1401-1402 et 1424, le comté de Genève (avec Genève, puis Annecy), dont le comte est devenu vassal depuis la seconde moitié du XIVe siècle, est acheté aux héritiers du dernier comte par le duc. Il deviendra à partir de 1460 l'apanage du Genevois.
Les États de Savoie n'évoluent guère jusqu'au règne malheureux de Charles III de Savoie (1504-1553) : 
- Genève, soutenu par les Bernois protestants, s'agite (1519, 1526, 1534),
- occupation du Chablais oriental par les Valaisans catholiques (1536),
- tandis que les Bernois protestants envahissent le pays de Vaud, le pays de Gex et le Chablais occidental.

Au même moment François Ier, parti guerroyer à Milan, occupe Bourg-en-Bresse, Chambéry et la Savoie Propre, les vallées de Maurienne et de Tarentaise, pour s'assurer son passage vers l'Italie, entre 1536 et 1559.
Les États de Savoie n'existent plus. Cette première annexion a pour conséquence, dès le rétablissement des États de Savoie avec Emmanuel-Philibert, le transfert de la capitale de Chambéry vers Turin, en 1563.

### Apogée des États de Savoie (XVIe-XVIIIe)

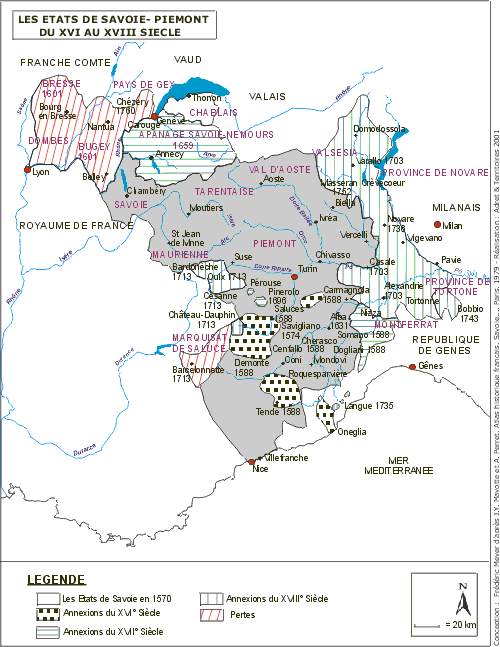
Les états savoyards entre le XVI et le XVIII

Du XVIe siècle au XVIIIe siècle, les États de Savoie sont à leur apogée. Lors du traité de Lyon en 1601, à la suite de l'occupation française, les États de Savoie perdent les terres de Bresse, de Gex et du Bugey au profit du roi de France, mais récupèrent toutefois le marquisat de Saluces.
Malgré une nouvelle occupation française en 1690-1696, la maison de Savoie contrôle toujours les territoires et les cols alpins reliant la France à la péninsule italienne. Avec le traité de Turin de 1696 (art. 2), Pignerol est remise au duc par le roi de France. Le duché est à nouveau occupé en 1703, de novembre à décembre, par les troupes françaises et ce jusqu'au traité traité d'Utrecht en 1713. Ce traité, tout comme celui de Rastatt, permettent au duc d'obtenir l'annexion d'une partie du Milanais, les provinces d'Alexandria (la Lomelline, Valenza) et de Valsesia, de même que trois escartons du Briançonnais : « le roi Victor prit tout ce qui était à l'eau pendante du Piémont » (vallées de la Haute-Doire, du Cluzon et de la Haute-Varaïta avec les places fortes d'Exilles et de Fenestrelle). Par ailleurs, Victor-Amédée est titré roi à Palerme, le 2 décembre, en obtenant la Sicile. Au cours de cette période, le duché de Savoie s'agrandit du duché de Montferrat, à l'occasion d'une occupation en 1703, puis de la cessation d'une seconde partie de ce territoire, par l'Empereur, en 1708 et enfin l'annexion complète de 1713, à la suite du traité d'Utrecht.
Le traité de Londres de 1718 permet l'échange de cette couronne avec celle de la Sardaigne avec la maison d'Autriche. À partir de cette érection en royaume, les États de Savoie sont appelés États sardes dont la partie non-insulaire est désignée comme États sardes de terre-ferme.
Toutefois, trente ans plus tard, le duché de Savoie est à nouveau occupé, cette fois-ci par les troupes espagnoles de 1742 à 1748, en raison du rapprochement avec l'Autriche.

### Fin des États de Savoie (1860)
La situation politique des États de Savoie fut modifiée par le Statut albertin, transformant l'ancienne monarchie absolue en monarchie constitutionnelle et réduit considérablement l'autonomie des États vis-à-vis du pouvoir central. Cette "Fusion parfaite" entraîne la fin du sénat souverain de Savoie et de la vice-royauté de Sardaigne. Le système administratif du royaume de Sardaigne sera à nouveau réformé en 1859, à la suite de la deuxième guerre d'indépendance italienne et l'annexion de la Lombardie, avec le Décret Rattazzi. Celui-ci découpe le royaume en 17 provinces en remplacement des anciennes divisions. Ce système administratif est encore utilisé en Italie.
Le délitement des États de Savoie se poursuit surtout à cause du Risorgimento. C'est dans ce cadre que le traité de Turin est signé le 24 mars 1860 entre Napoléon III, empereur des Français, et Victor-Emmanuel II, duc de Savoie et roi de Sardaigne. Ce dernier, suivant les modalités du traité, cède à la France le comté de Nice (augmenté de Menton et de Roquebrune, dépendances de la principauté de Monaco, auto-proclamées villes libres en 1848 et rachetées par l'Empire français à Charles III, prince de Monaco, pour 4 millions de francs-or en 1861) qui devient l'actuel arrondissement de Nice, partie du département des Alpes-Maritimes nouvellement créé, et le duché de Savoie qui forme depuis les départements de la Savoie et de la Haute-Savoie. Toutefois, le traité de Turin n'incluait pas les communes de Tende et de La Brigue, qui, déclarées « territoires de chasse » du roi Victor-Emmanuel II, resteront sardes puis italiennes jusqu'en 1947.
L'année suivante, en 1861, le royaume de Sardaigne annexera le reste de la péninsule italienne pour se réformer en royaume d'Italie.

## Composition

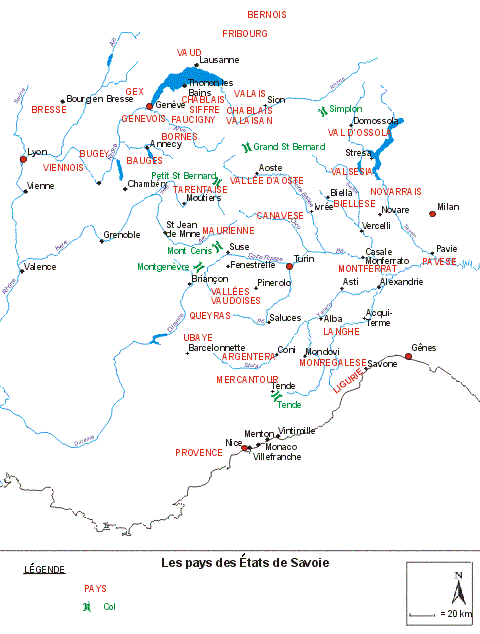
Source : Sabaudia.org, le site des archives départementales de l'Assemblée des Pays de Savoie.

États ayant durablement compté au nombre des États de Savoie (certaines régions ont aussi durablement fait partie des États de Savoie) :
- le duché de Savoie, divisé en provinces :
  - la Savoie propre ou Savoie ducale (Chambéry)
  - la Maurienne (Saint-Jean-de-Maurienne)
  - la Tarentaise (Moûtiers)
  - le duché de Genève (Annecy)
  - le Faucigny (Bonneville)
  - le Chablais (Thonon-les-Bains)
- le principauté de Piémont (Turin)
- le duché d'Aoste (Aoste)
- le comté de Nice
- le comté d'Asti
- la principauté d'Oneille (aujourd'hui partie d'Imperia)
- le comté de Loano
- la Sardaigne — avec l'échange de la Sicile avec la Sardaigne — traité d'Utrecht, confirmée par le traité de Londres du 2 août 1718, les États de Savoie, deviennent le royaume de Sardaigne (Regnum Sardiniæ), en conservant le siège des Rois à Turin (un vice-royaume est installé à Cagliari avant l'union parfaite de 1847 qui supprime les statuts sardes).

Provinces ayant fait partie des États de Savoie du XIIIe au XVIIe siècle (trois provinces en ont fait partie du XIIIe siècle jusqu'au traité de Lyon en 1601) :
- la Bresse (Bourg-en-Bresse)
- le Bugey
- le pays de Gex

Régions ayant temporairement fait partie des États de Savoie (D'autres régions en ont fait partie plus brièvement) :
- le duché de Gênes
- la ville de Genève
- la province de Carouge
- le pays de Vaud (Lausanne)
- le Bas-Valais (Martigny)
- la Sicile
- le Franc-Lyonnais
- placées « sous la protection » (protectorat) du duc de Savoie roi de Sardaigne, les villes libres de Menton et Roquebrune, de 1848 à 1861.

## Drapeaux historiques des États de Savoie

Les comtes de Maurienne ont utilisé les armes du Saint Empire en gage de leur loyauté à l'Empereur
Drapeau du duché de Savoie, du royaume de Sicile (1713-1720) puis du royaume de Sardaigne (1720-1783)
Drapeau du royaume de Sardaigne (1783-1802)
Drapeau du royaume de Sardaigne (1832-1848), mélange des drapeaux de la Savoie, de la Sardaigne et de Gênes
Drapeau du royaume de Sardaigne (1848–1861) puis du royaume d'Italie

## Épopée
La Savoysiade, épopée en vers d'Honoré d'Urfé (1609).